# Миньковцы (Ровненская область)
Миньковцы (укр. Миньківці) — село в Смыгской поселковой общине Дубенского района Ровненской области Украины.
Население по переписи 2001 года составляло 164 человека. Почтовый индекс — 35683. Телефонный код — 3656. Код КОАТУУ — 5621680407.